# Ibis blanc
Eudocimus albus
Espèce
Statut de conservation UICN

 LC  : Préoccupation mineure
Répartition géographique
- Présent à l'année
- Aire d'hivernage
- Migration

L'Ibis blanc (Eudocimus albus) est une espèce d'oiseaux appartenant à la famille des Threskiornithidae. Il est facilement reconnaissable à son plumage entièrement blanc, au repos, et à sa face, son bec et ses pattes roses ou rouges. Il est assez répandu dans les régions tropicales et subtropicales d'Amérique.

## Morphologie
Les adultes mesurent entre 63 et 64 cm de longueur pour une envergure de 97 cm et une masse comprise entre 750 g et 1,05 kg.
Les adultes ont le plumage entièrement blanc, à l'exception des rémiges primaires, qui sont noires. Les pattes sont rouges, les yeux bleu clair. Le bec est courbé vers le bas, rouge à sa base et marron à son extrémité. En dehors de la période de reproduction, la face, nue, est rose-rouge, mais vire au rouge vif lors de la saison nuptiale. Le mâle ne se distingue de la femelle que par sa taille, plus grande.
Les juvéniles sont aisément reconnaissables à leur plumage grisâtre des parties supérieures, à leur face et leur bec plus pâle que les adultes. Ils muent à l'automne, les parties inférieures foncent, et tête et cou deviennent blancs avec de nombreuses rayures marron foncé.

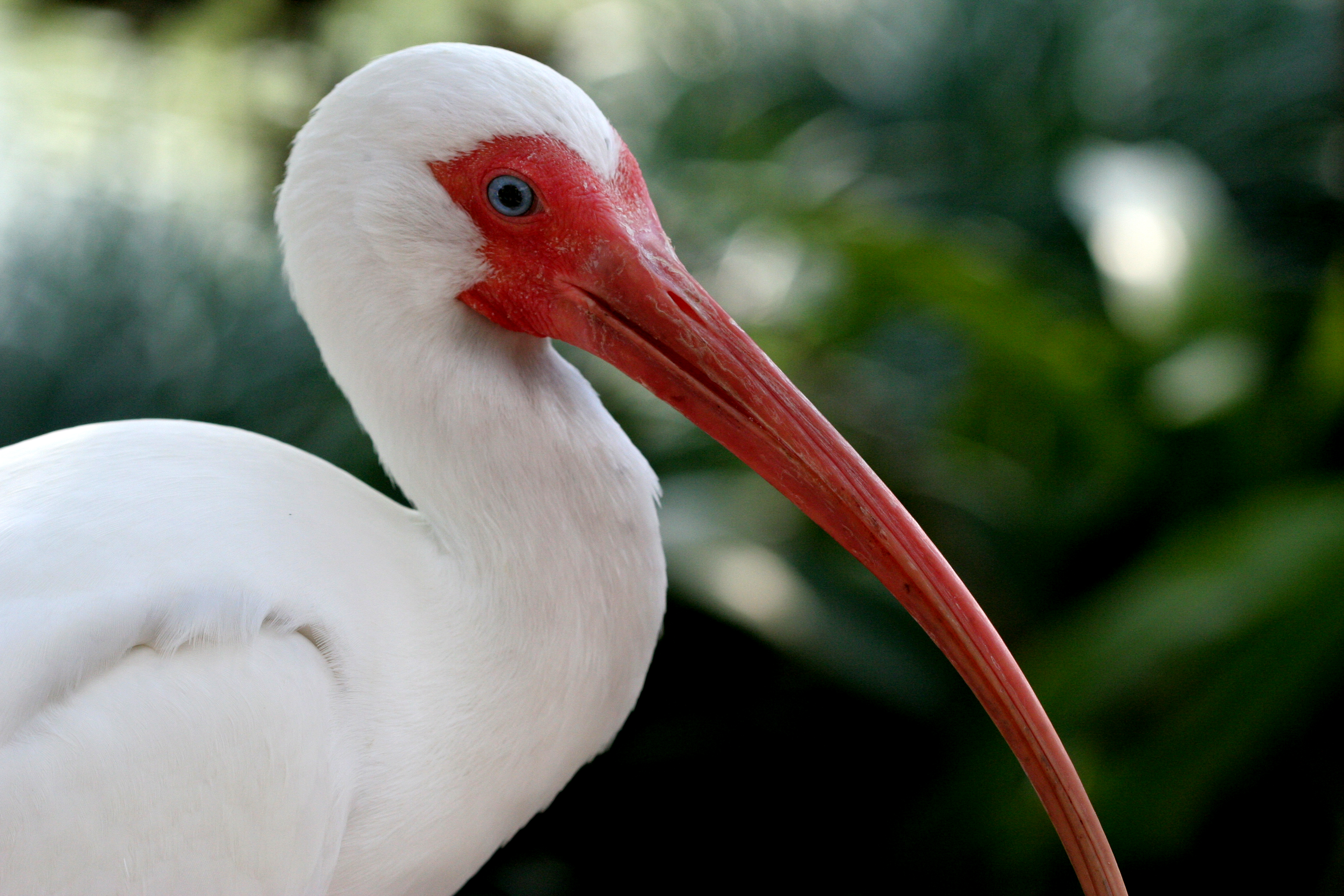
Chez cet Ibis blanc d'un zoo de Floride, on voit clairement la face cramoisie de l'adulte reproducteur.
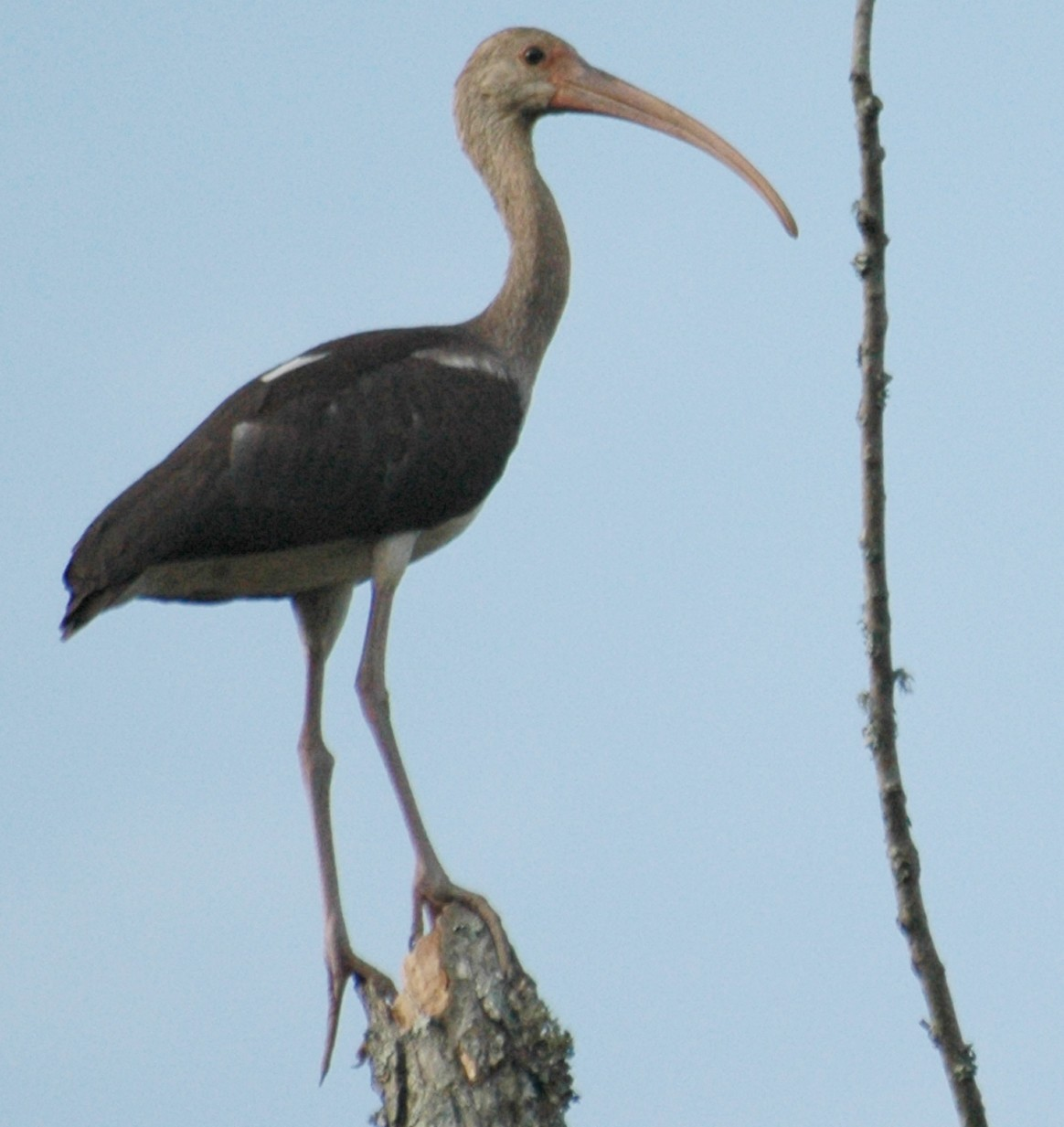
Juvénile dans un arbre
Dessin d'un ibis blanc adulte et d'un juvénile à l'automne par John James Audubon
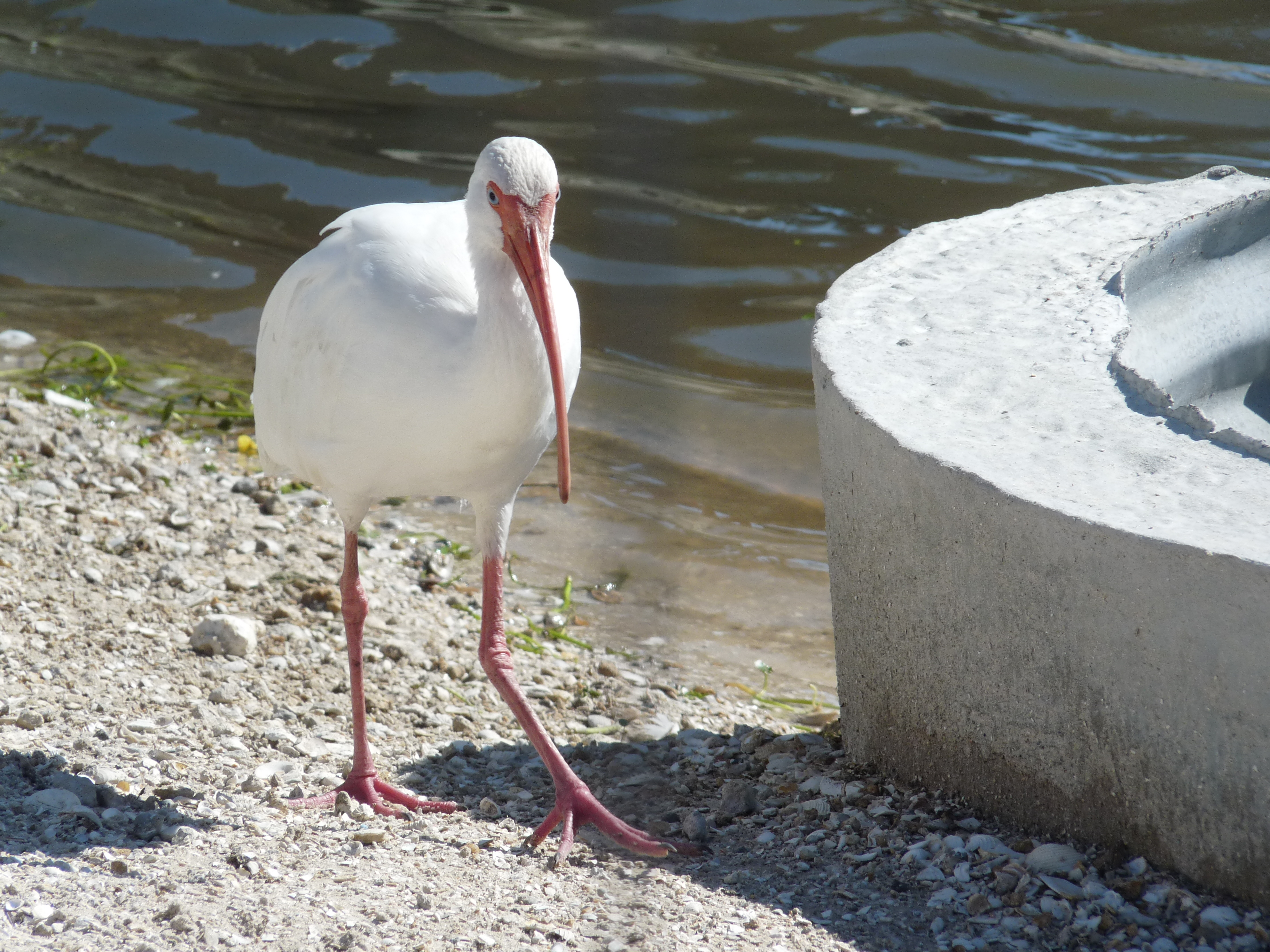
Ibis blanc à Okeechobee (Floride).

## Écologie et comportement

### Locomotion
L'Ibis blanc vole cou et pattes tendus, comme le ferait une Cigogne blanche. Quand il se déplace en groupe, on peut quelquefois voler en formation de V, ou de ligne ondulante. Il peut atteindre la vitesse de 40 km/h.

### Voix
Le cri d'alerte de l'Ibis blanc est un hunk-hunk-hunk-hunk nasal et profond. Lorsqu'il se nourrit, il produit un son en croo, croo, croo, ressemblant à un grognement.

### Alimentation

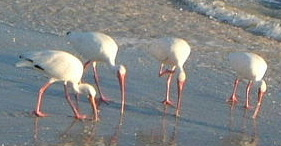
Groupe d'ibis, cherchant de la nourriture dans la vase.

C'est un carnivore, se nourrissant de petits invertébrés tels des crustacés (écrevisses de la sous-famille des Cambarinae notamment, crabes des genres Uca et Sesarma, crevettes du genre Palaemonetes), des vers ou des imagos et des larves d'insectes. Il peut aussi attraper de plus grosses proies, comme des poissons, des grenouilles, ou de petits reptiles.
Ils cherchent souvent leur nourriture en grandes bandes, sondant du bec l'eau peu profonde ou la boue.

### Reproduction
Il partage ses sites de nidification avec d'autres échassiers (ibis, hérons...) La saison de reproduction ne commence pas à date fixe, et peut changer selon les régions, selon les quantités de pluie, de lumière et de nourriture. En Floride par exemple, la saison nuptiale a lieu à partir du printemps jusqu’à l’automne. Ces oiseaux sont monogames, mais aussi territoriaux, n'hésitant pas à becquer les intrus.
La construction du nid commence souvent entre mai et début juin, et est principalement assurée par la femelle, qui assemble morceaux de bois vert ou mort, pour faire une sorte plate-forme, typiquement à la fourche d'un arbre, quelquefois au sol.
Elle pond en moyenne 2 à 3 œufs, parfois jusqu'à 5, blancs ou crèmes. Elle les couve avec le mâle 21 à 23 jours. Les oisillons passent la semaine suivant l'éclosion à dormir. Ils quitteront le nid au bout de 28 à 35 jours après leur sortie de l'œuf. Il resteront dans leur colonie d'origine, où ils seront toujours nourris par les parents, au moins jusqu'à devenir autonomes, à l'âge de sept semaines.
L'Ibis blanc peut vivre jusqu'à 20 ans.

## Répartition et habitat

### Distribution géographique
L'Ibis blanc vit sur le continent américain notamment dans le sud des États-Unis, sur les côtes de Virginie, dans le sud et dans l'ouest de la Louisiane ainsi qu'en Floride. Plus au sud, il se trouve au Mexique, ainsi que dans toute l'Amérique centrale (Costa Rica...) et dans le nord de l'Amérique du Sud : au Pérou, au Brésil, en Guyane et au Suriname. Il se rencontre également dans certaines îles du Golfe du Mexique : aux Caraïbes (Bahamas et Jamaïque), à Cuba.

### Habitat

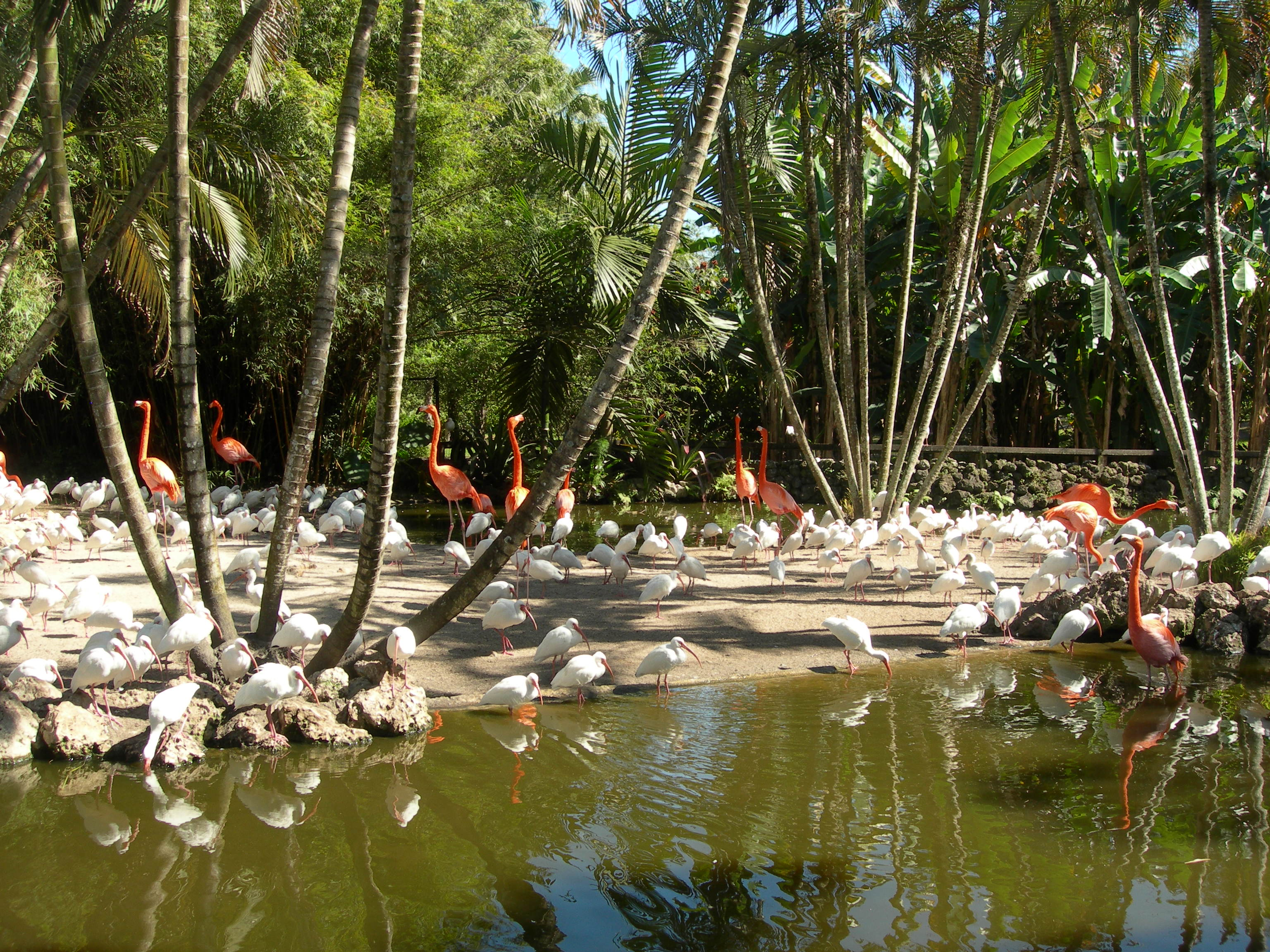
Groupe d'ibis et de flamants roses, au bord de l'eau, en Floride.

L'Ibis blanc fréquente les zones humides salées, saumâtres ou douces. Il se rencontre souvent sur les littoraux et leurs abords où il utilise les estuaires, les vasières et les mangroves. Il fréquente aussi les prairies et les cultures ainsi que les forêts humides. À l'intérieur des terres, il vit au voisinage des grandes étendues d'eau et sur les terres inondées.

## Systématique
D'après la classification de référence (version 14.1, 2024) de l'Union internationale des ornithologues, l'Ibis blanc possède 2 sous-espèces (ordre philogénique) :
- Eudocimus albus albus (Linnaeus, 1758) ;
- Eudocimus albus ramobustorum (Patten, 2012).

Cette espèce peut s'hybrider avec l'autre espèce de son genre, l'Ibis rouge (E. ruber), et les deux oiseaux sont parfois considérés comme conspécifiques, c'est-à-dire ne formant qu'une seule et même espèce.

## Menaces et conservation
Cette espèce est classée par l'UICN en LC (Préoccupation mineure).
Sa population est importante, estimée à 150 000 individus, répartis sur 1 100 000 km2 environ, mais il existe des menaces potentielles. L'habitat et les sites de nidifications des ibis régressent, détruits par l'homme, et les oiseaux sont contraints à changer fréquemment de site. De plus l'ibis est doublement chassé par l'homme : en tant que gibier, sa chair ayant bon goût, probablement par son alimentation à base de crustacés, mais aussi, notamment en Louisiane où ils sont une plaie pour les éleveurs d'écrevisses, qui n'hésitent pas à les tuer.

## Voir aussi

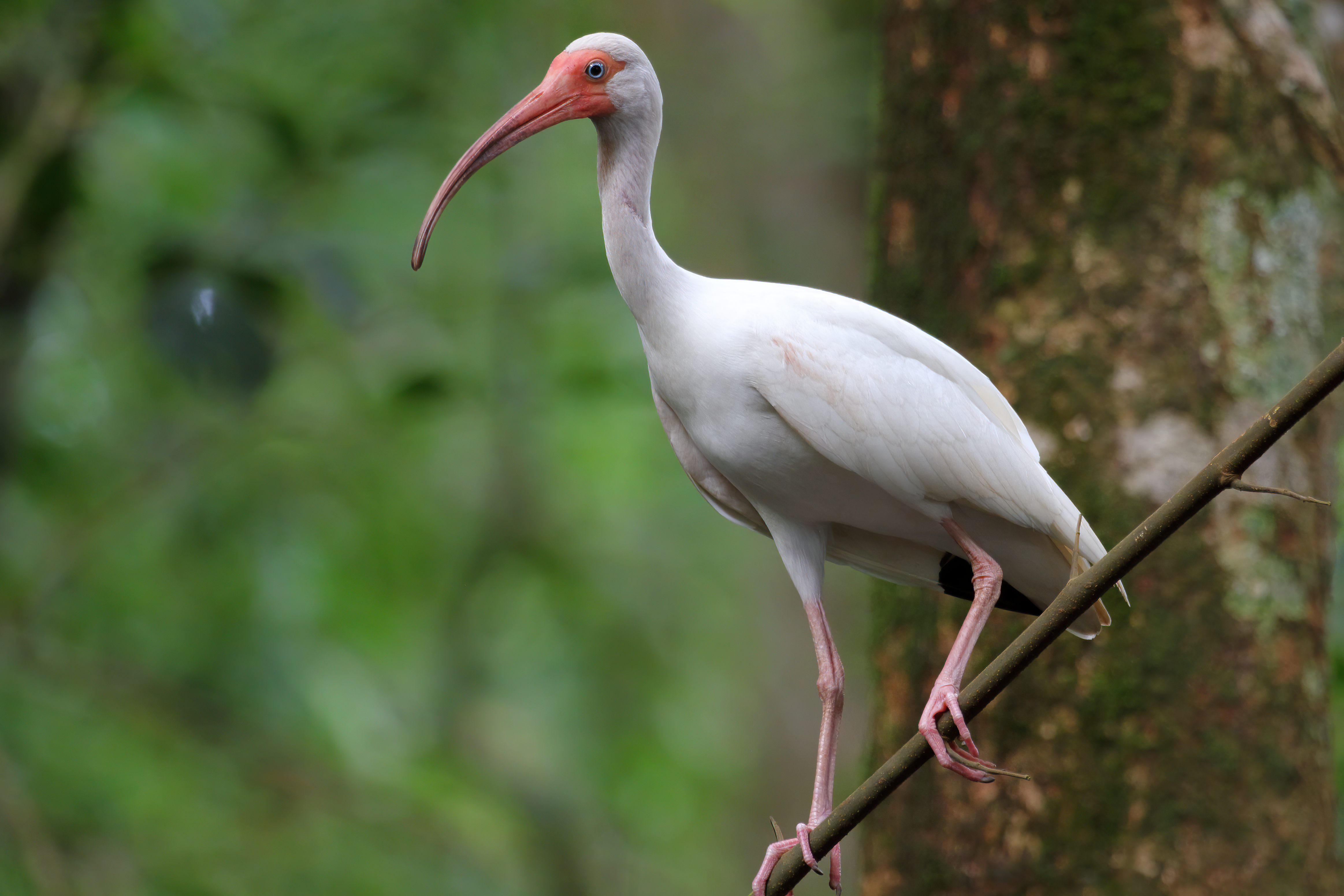
Ibis blanc, Parc national Corcovado (Costa Rica)